# چاهک (قائنات)
چاهک روستایی در دهستان آفریز  بخش سده شهرستان قائنات استان خراسان جنوبی ایران است. بر پایه‌سرشماری عمومی نفوس و مسکن سال (۱۳۹۵) جمعیت این روستا ۱۴۶۱ نفر (در ۴۲۵ خانوار) بوده‌است.